# Люцернянська сільська рада
| Люцернянська сільська рада — орган місцевого самоврядування на заході Вільнянського району Запорізької області з адміністративним центром у с. Люцерна. Історична дата утворення: в 1991 році. Водоймища на території, підпорядкованій даній раді: р. Дніпро. |

## Населені пункти
Сільській раді підпорядковані населені пункти:
- с. Люцерна
- с. Богатирівка
- с. Вільногрушівське
- с. Вільноуланівське

## Склад ради
Рада складається з 20 депутатів та голови.

### Керівний склад ради
| ПІБ                      | Основні відомості                                                                       | Дата обрання | Дата звільнення |
| ------------------------ | --------------------------------------------------------------------------------------- | ------------ | --------------- |
| Меняйло Юрій Георгійович | Сільський голова, 1967 року народження, освіта, член Соціалістичної партії України      | 26.03.2006   | 31.10.2010      |
| Меняйло Юрій Георгійович | Сільський голова, 1967 року народження, освіта середня спеціальна, член Партії регіонів | 31.10.2010   |                 |

Примітка: таблиця складена за даними джерела